# Begonia trichocarpa
Espèce
Begonia trichocarpa est une espèce de plantes de la famille des Begoniaceae.
Elle a été décrite en 1851 par Nicol Alexander Dalzell (1817-1878).